# Maurizio Giuliano
Maurizio Giuliano (nacido 1975) es un viajero, escritor, y periodista italo-británico. En 2004 era, según el Libro Guinness de récords mundiales, la persona más joven que haya visitado todos los países del mundo. En varias oportunidades trabajó para Naciones Unidas y otras organizaciones internacionales.

## Orígenes y educación
Maurizio Giuliano nació el 24 de febrero de 1975 en Milán[cita requerida], Italia, con un padre abogado y una madre ama de casa. Vivió entre otros países en Cuba, Chile, e Indonesia. En 2004 hablaba ocho idiomas según una fuente,, mientras que otra fuente indica que hablaba cinco y tenía una "pasión" por otros dos.
Después de haber completado la escuela secundaria parcialmente en Milán y parcialmente en Mánchester, recibió una licenciatura de la Universidad de Oxford en 1996,

y una maestría de la Universidad de Cambridge en 1997, En Oxford, estudió en el University College
para un curso interdisciplinario en filosofía, política y economía (PPE), especializándose en América Latina y Europa oriental.
En 1998, era investigador en el Centro de Estudios Sociales de Santiago de Chile.

## Escritos

### Trabajo académico sobre Cuba
Es autor de dos libros y algunos artículos académicos sobre la política cubana, focalizados entre otros temas sobre el embargo de los Estados Unidos, el cual él considera (en el libro La Transición Cubana y el "Bloqueo" Norteamericano y otros trabajos) tener un fuerte efecto contra-producente, apoyando en realidad el régimen cubano.
En un artículo publicado en la revista académica Democratization del Reino Unido en 1998, trató especialmente de cómo el embargo contra Cuba ayuda crear 'empatía' hacia Cuba por países terceros, la cual es luego percebida en Cuba como apoyo hacia el régimen cubano. Argumentó, entonces, que el gobierno de EE. UU. - además de la influencia directa del embargo en apoyar al régimen cubano - también inhibe indirectamente las presiones constructivas potenciales hacia el cambio, porque los países terceros, ONGs extranjeras, y prominentes personalidades, prestan apoyo a la lucha de Cuba contra el embargo, lo cual es erróneamente percibido como apoyo al régimen, e inhibe entonces las presiones externas hacia la democracia, permiténdole al régimen cubano de transformar esa empatía en una fuente de legitimación en la isla.
Sus estudios sobre la política interna cubana, especialmente sobre la purga del Centro de Estudios sobre América (CEA) de La Habana en 1996 (contenidos en el libro
El Caso CEA publicado en 1998), fueron el objeto de varias reseñas académicas, habiendo expuesto los conflictos internos entre el aparato político de Cuba y la intelligentsia del país, anteriormente poco conocidos.

Según algunas reseñas, el libro, un trabajo de periodismo investigativo acompañado de análisis académico, fue un golpe demoledor para los 'duros' del régimen,

al exponer por primera vez los conflictos internos entre el aparato y los intelectuales del país caribeño.

En 2001, los académicos cubanos exilados Alberto Álvarez y Gerardo González, quienes habían sido entre auqllos purgados del Centro de Estudios sobre América en 1996, escribieron el libro "¿ Intelectuales vs. Revolución? El caso del Centro de Estudios sobre América", el cual tomó de base el libro de Giuliano, para ofrecer análisis adicioens de las relaciones entre aparato e intelectuales en Cuba.

### Periodismo
Además del trabajo sobre Cuba, otros países que Giuliano cubrió en su trabajo peridistico incluyen Timor Oriental y Birmania.

En 2000, visitó Corea del Norte y publicó un ensayo sobre su visita, esencialmente describiendo su visita del país como una mise en scéne de las autoridades.
En su trabajo periodístico, encontró dificultades con las autoridades de al menos dos países. En 1998, le fue negado el ingreso a Birmania luego de haber tomado contacto con la Liga Nacional para la Democracia de Birmania y haber encontrado su líder Aung San Suu Kyi. Mientras que el 30 de octubre de 2002, fue aparentemente detenido por autoridades israelíes mientras cruzaba el puente de Allenby entre Cisjordania y Jordania.

Los trabajos de Giuliano también cubrieron temas más ligeros. Durante su estancia en Kabul, por ejemplo, escribías reseñas de restaurantes para una revista local.

### Lobbying político
En los años 2000, Giuliano era cosultor en el comitado para los derechos humanos del senado italiano. Sus escritos eran entonces también dirigidos a influenciar las posiciones del gobierno italiano hacia algunos temas de derechos humanos, como en el caso de Corea del Norte.

## Carrera en el ámbito del desarrollo
En 2004, Giuliano trabajó para la Organización Internacional para las Migraciones para organizar las elecciones pararefugiados afghanos en Pakistán,

y en 2005 trabajó en Afghanistán para el Programa de Naciones Unidas para el Desarrollo

En ambos casos, se ocupaba de las relaciones con la prensa.
Entre 2006 y 2008, trabajó para Naciones Unidas, de nuevo en el ámbito de relaciones con la prensa, en República Centroafricana,

Sudán,

Chad,

y Camerún luego de la crisis de refugiados causados por la batalla de Yamena de febrero de 2008.

## Viajes
Según el Libro Guinness de récords mundiales, Giuliano visitó todos los países independientes del mundo (total de 193 según el libro) el 20 de febrero de 2004, a la edad de 28 años y 361 días.
 Sostuvo haber visitado un total de 238 territorios (incluyendo los 193 países reconocidos por el Guinness), e indicó que Corea del Norte fue el país más difícil a acceder, luego de varias tentativas para obtener un visado.
Indicó que viaja después la edad de 14 años, y que, al 2004, había viajado por lo menos dos millones de millas, incluyendo en el ferrocarril trans-siberiano, y a través de 11 boletos round-the-world. Algunos de sus primeros viajes fueron a Albania y Sierra Leona en 1991, a la edad de 16 años, y a Mongolia en 1992 en ocasión de las festividades nacionales Naadam. Sus viajes luego fueron lugados a su actividad periodística.
El 20 de febrero de 2004 visitó Surinam, así completando sus visitas a todos los países independientes del mundo. Tuvo una conferencia de prensa en la capital Paramaribo el 24 de febrero, donde indicó que escogió a Surinám para completar su récord, debido a que el país siempre lo fascinó por su riqueza de culturas y etnias.
2

Luego viajó de Surinám a Londres, con 42 pasaportes (de los cuales 30 italianos y 12 británicos) llenos de sellos, para probar su récord con el Guinness.
Sostuvo que la mayoría de sus viajes no eran vinculados al récord, y que sólo desde 2001, frente a la insistencia de amigos, tuvo el Guinness en cuenta mientras que planificaba sus viajes. Explicando su récord, todavía, indicó ser "adicto a cruzar fronteras".